# 金陵九子
金陵九子即董其昌、陳繼儒、王思任、楊龍友、黃公望、倪瓚、王時敏、夏雲鼎、孔尚任九人的合稱。

## 由來
貴陽人楊龍友「獨破天荒」，以「詩書畫三絕」名噪江南，他的畫與董其昌、王時敏等大家齊名，合稱金陵九子，而他的詩則被列入崇禎八大家之一。